# 秦岭耳蕨
秦岭耳蕨（学名：Polystichum submite）为鳞毛蕨科耳蕨属下的一个种。

## 扩展阅读
維基物種上的相關：秦岭耳蕨